# اورشاری
اورشاری (به لاتین: Oreshari) یک منطقهٔ مسکونی در بلغارستان است که در ستراندژوو واقع شده‌است.